# 金丸正直
金丸 正直 （かねまる まさなお、? - 元和5年（1619年））は戦国時代の武田氏の家臣。金丸虎義の6男で、兄に金丸昌直、土屋昌次、秋山昌詮、金丸定光、土屋昌恒、金丸正直、弟に秋山親久がいる。一時、土屋氏を名乗り、土屋惣八郎とも。
武田信勝の小姓頭として武田氏に仕えた。天正10年（1582年）3月の織田信長の武田征伐による甲斐武田氏滅亡後は、徳川家康に仕え命脈を保った。金丸氏を継いでいた兄・土屋定光の子が、本家筋にあたる土屋氏を名乗った事もあり、正直は金丸氏を名乗る。